# 舊竹升級再造項目
舊竹升級再造項目是香港環保署、環境運動委員會為配合香港政府推行的「綠色年宵」，於2018年推出的減廢回收計劃。舊竹重用即將舊竹升級再造，在不改變廢竹的形態下進行加工，賦予更高的環保價值。環保署在2018年與香港本地環保團體合作組成「舊竹製造」，並由環境及自然保育基金贊助，將從年宵市場收集的舊竹，聯同藝術家、建筑師及設計師等將舊竹改造，藉此宣揚惜物減廢的風氣。環保署於2019年與思網絡合作，推出「竹道」項目，與園藝公司合作，將舊竹打碎變成有機覆蓋物，增加舊竹的用途。

## 背景
竹是香港常見的建筑材料，最常用於搭棚工作，每年各區的年宵市場也普遍會以竹枝搭建，每枝棚竹最多會使用三次，因此棚竹的使用量龐大，造成大量的建築廢料。每幢新建樓宇軍需2至3萬枝棚竹，有團體估計建造業香港每年廢棄竹枝約450萬至550萬根。而年宵適逢年末，同時部分棚竹會被截短，大部分棚竹會送往堆填區，2018年從年宵市場收集的棚竹數量多達49噸，重量相等於97,990枝500毫升的樽裝水。2019年更收集到80噸竹枝。

## 計劃
2018年，「舊竹製造」計劃由環保團體「執嘢」、環境運動委員會與環保署合辦，透過聯同不同組織舉辦一連串的工作坊和展覽，鼓勵市民自發惜物減廢。
2019年，環保署與思網絡合作推出「竹道」項目。廢竹做成竹制飾品的處理方式存在限制，未能實現大範圍回收重用。思網絡總監鄭敏華因而發起「竹覆大地」及「竹覆校園」行動，「竹覆」取其諧音祝福，期望透過社會營銷手法，鼓勵大眾親身體驗舊竹再造，從生活上實踐環保。環境運動委員會亦有於社交平臺上宣傳。項目以社會創新方式實行，聯絡本地園藝公司，將舊竹分類，利用碎木機將舊竹切碎成有機覆蓋物，再於網上讓有需要機構或學校申請領取。
該年，「竹道」項目將25噸舊竹升級再造，「竹覆大地」及「竹覆校園」行動有超過48間機構申請。鳳溪第一中學是「竹覆校園」行動的學校之一，該校種植約600棵植物，並向思網絡領取約600公斤竹碎。。

## 評價
- 有參與計劃學校的老師對於舊竹重用的理念表示贊同及值得向學生推廣，因此讓同學親身體驗用竹碎為植物堆肥。[9]
- 園藝樹藝業總會主席張國祥指出碎竹的體積僅佔原本面積的20%，同時分解時間亦會大大縮短，或能舒緩香港堆填區壓力。[10]
- 當地電視台及報章均有報導「竹道 」項目相關的活動，介紹舊竹再造的理念。[11][12]
- 有活動參加者認爲是次活動能有助減輕香港堆填區的壓力。[13]

## 未來發展
- 思網絡總監鄭敏華表示希望透過計劃建立連結起竹棚公司及園藝業界建立一套消耗機制的橋梁，並開拓新的環保市場，推動循環經濟。[14]而且舊竹的潛力未完全發揮，大部分的校園都有綠化地帶，加上香港不少綠化地都是用外國進口的泥土，若能利用本地舊竹竹碎，將大幅節省成本，同時減少對環境造成的破壞。[8]她指出建造業每天使用棚竹，所產生的廢竹數量值得關注，希望透過計劃收集數據供政府參考，訂立長遠的重用舊竹機制，並冀望日後可以將計劃擴展至建造業。
- 園藝樹藝業總會主席張國祥認爲本地覆蓋物有不斷改進的空間，用碎木機將廢竹打碎既可以作為覆蓋物，亦可當作肥料，綠色耕作之餘，亦可減少成本。他建議政府可以作為主導者，要求承建商使用一定比例的本地覆蓋物，從而推動舊竹回收。[15]
- 建造業商會行政總裁謝子華表示若有清晰的機制，且「有較送往堆填區便宜的方法，承建商愿意接受回收竹枝的計劃」。[15]

## 憂慮
有指公眾對舊竹重用的認知不足，環境局及環保署於2017年提供《大型活動減廢指引》，勸喻承辦商主動回收建築材料，因不具法律效力，因此成效不大。加上香港整體廢物回收率偏低，2019年都市固體廢物回收率只有29%。